# Sciacca riserva Rayana
Sciacca riserva Rayana è un vino a DOC che può essere prodotto solo in una parte del comune di Sciacca in provincia di Agrigento.

## Vitigni con cui è consentito produrlo
- Inzolia e Catarratto bianco lucido da soli o congiuntamente minimo 80%.
- altri vitigni a bacca bianca, idonei alla coltivazione per la provincia di Agrigento, fino ad un massimo del 20%.

## Tecniche produttive
Richiede un invecchiamento di almeno due anni di cui minimo uno in recipienti di legno.

## Caratteristiche organolettiche
- colore: giallo dorato carico;
- profumo: intenso, persistente;
- sapore: secco, pieno, gradevole;

## Produzione
Provincia, stagione, volume in ettolitri